# Marthe Koala
Marthe Koala (Bobo-Dioulasso, 8 marzo 1994) è un'ostacolista, lunghista e multiplista burkinabé.

## Palmarès
| Anno | Manifestazione           | Sede           | Evento         | Risultato | Prestazione | Note |
| ---- | ------------------------ | -------------- | -------------- | --------- | ----------- | ---- |
| 2011 | Mondiali allievi         | Lilla          | 200 m piani    | Batteria  | 45"93       |      |
| 2011 | Giochi panafricani       | Maputo         | Eptathlon      | 5ª        | 5133 p.     |      |
| 2012 | Mondiali juniores        | Barcellona     | 100 m hs       | Batteria  | 14"15       |      |
| 2012 | Giochi olimpici          | Londra         | 100 m hs       | Batteria  | 13"91       |      |
| 2013 | Campionati africani U20  | Bambous        | 100 m hs       | Oro       | 14"09       |      |
| 2013 | Campionati africani U20  | Bambous        | Salto in lungo | Bronzo    | 5,60        | w    |
| 2013 | Giochi della Francofonia | Nizza          | 100 m hs       | 7ª        | 13"32       |      |
| 2014 | Campionati africani      | Marrakech      | Eptathlon      | Oro       | 5454 p.     |      |
| 2015 | Mondiali                 | Pechino        | Eptathlon      | dnf       | dnf         |      |
| 2015 | Giochi panafricani       | Brazzaville    | Eptathlon      | Bronzo    | 5664 p.     |      |
| 2016 | Campionati africani      | Durban         | 100 m hs       | Argento   | 13"36       |      |
| 2016 | Campionati africani      | Durban         | Eptathlon      | Argento   | 5952 p.     |      |
| 2016 | Giochi olimpici          | Rio de Janeiro | 100 m hs       | Batteria  | 13"41       |      |
| 2017 | Giochi della Francofonia | Abidjan        | 100 m hs       | Oro       | 13"32       |      |
| 2017 | Giochi della Francofonia | Abidjan        | Salto in lungo | Oro       | 6,52 m      |      |
| 2017 | Mondiali                 | Londra         | 100 m hs       | Batteria  | 13"38       |      |
| 2018 | Campionati africani      | Asaba          | Salto in lungo | Argento   | 6,54 m      |      |
| 2018 | Campionati africani      | Asaba          | Eptathlon      | Argento   | 5967 p.     |      |
| 2019 | Universiadi              | Napoli         | Salto in lungo | 9ª        | 6,25 m      |      |
| 2019 | Universiadi              | Napoli         | Eptathlon      | Argento   | 6121 p.     |      |
| 2019 | Giochi panafricani       | Rabat          | 100 m hs       | Argento   | 13"20       |      |
| 2019 | Giochi panafricani       | Rabat          | Eptathlon      | Oro       | 5866 p.     |      |
| 2019 | Mondiali                 | Doha           | Eptathlon      | dnf       | dnf         |      |
| 2021 | Giochi olimpici          | Tokyo          | 100 m hs       | Batteria  | 13"11       |      |
| 2021 | Giochi olimpici          | Tokyo          | Eptathlon      | dnf       | dnf         |      |
| 2022 | Campionati africani      | Saint Pierre   | 100 m hs       | 4ª        | 12"99       |      |
| 2022 | Campionati africani      | Saint Pierre   | Salto in lungo | Oro       | 6,42 m      |      |
| 2022 | Mondiali                 | Eugene         | Salto in lungo | dns (q)   | dns (q)     |      |
| 2023 | Mondiali                 | Budapest       | Salto in lungo | 7ª        | 6,68 m      |      |
| 2024 | Giochi panafricani       | Accra          | 4x100 m        | 7ª        | 49"53       |      |
| 2024 | Giochi panafricani       | Accra          | Salto in lungo | Argento   | 6,81 m      |      |
| 2024 | Campionati africani      | Douala         | Salto in lungo | Argento   | 6,72 m      |      |
| 2024 | Giochi olimpici          | Parigi         | Salto in lungo | 9ª        | 6,61 m      |      |